# Potim
Potim é um município brasileiro do estado de São Paulo, na microrregião de Guaratinguetá. Sua população estimada em 2024 era de 20.767 habitantes.

## História
O povoamento desenvolveu-se lentamente. Tornou-se uma vila de pescadores e de trabalhadores rurais. Na época da independência do Brasil, o bairro foi o maior produtor de mandioca de Guaratinguetá.
Neste período, além do café, produzia-se ainda açúcar, rapadura, milho, feijão e a famosa farinha de mandioca.
Em 1900 foi inaugurada a ponte ligando Potim a Aparecida, construída com madeira da antiga ponte do Pedregulho, em Guaratinguetá, que havia sido substituída pela ponte metálica, ainda no século anterior. O construtor e proprietário da ponte foi Francisco José de Castro e custou perto de mil contos de réis, que depois de um tempo foi levada pela correnteza do Rio Paraíba do Sul e no local foi introduzida uma balsa para a travessia do rio, nos idos de 1914.
Somente no ano de 1966, o então Governador do Estado, Ademar de Barros Filho, inaugurou a ponte de concreto armado, que perdura até hoje, porém possui limitação de tráfego.
Posteriormente foi inaugurada pelo governador de estado Eng. Mário Covas, a nova ponte de concreto armado, paralela à anterior, 300 metros a jusante, porém mais moderna e que foi denominada "Ministro Roberto Cardoso Alves", ligando Potim à cidade de Aparecida, acesso principal, porta de entrada da cidade pois não há uma entrada direta no município através de uma rodovia.

### Emancipação
No dia 23 de dezembro de 1981 foi criado o Distrito de Potim, pela Lei 3.198.
Distrito de Potim: Subprefeitura/Subprefeitos
O Distrito de Potim teve quatro Subprefeitos nomeados, mas apenas três foram empossados. São eles: 1º) Claudio Doan Del Mônaco Braga, empresário, nomeado, mas não empossado. Com a criação da Subprefeitura do Distrito de Potim pelo então Prefeito de Guaratinguetá, Doutor Antônio Gilberto Filippo Fernandes no final do seu primeiro mandato, quando nomeou o primeiro Subprefeito do Distrito de Potim, o mesmo não foi empossado, pois não houve tempo hábil para isto e o novo Prefeito de Guaratinguetá, Doutor Walter de Oliveira Mello, extinguiu a Subprefeitura no início de seu mandato; 2º) Doutor Ivo Lemes, advogado, nomeado e empossado pelo então Prefeito de Guaratinguetá, Doutor Walter de Oliveira Mello, a pedido do Vereador Jones dos Santos, com a reabertura da Subprefeitura do Distrito de Potim; 3º) Vicente Francisco de Paula Júnior, engenheiro civil, nomeado e empossado pelo então Prefeito de Guaratinguetá, Doutor Antônio Gilberto Filippo Fernandes, em seu segundo mandato, com o apoio da Vereadora Maria José da Anunciação Guimarães e Associação de Amigos do Distrito, aprovado pela Câmara Municipal de Guaratinguetá e, finalmente, 4º) Gilberto Alves Lino, líder comunitário, nomeado e empossado pelo então Prefeito de Guaratinguetá, Doutor Antônio Gilberto Filippo Fernandes, neste seu segundo e último mandato, com o apoio também da Vereadora Maria José da Anunciação Guimarães e Associação de Amigos do Distrito, aprovado também pela Câmara Municipal de Guaratinguetá. Gilberto Alves Lino foi o último Subprefeito e dirigiu a Subprefeitura do Distrito de Potim até 31 de dezembro de 1992, e em sua gestão foi o elo político-administrativo entre a Administração Municipal de Guaratinguetá e a Comissão Emancipadora, no período de transição até a posse do primeiro Prefeito eleito pelo povo, Doutor Élio Andrade Nogueira, ocorrida em 1 de janeiro de 1993, quando começou a primeira Gestão Executiva do novo Município de Potim, recém emancipado de Guaratinguetá.
Comissão Emancipadora: Em março de 1988, uma comissão de pessoas interessadas no desenvolvimento do Distrito, que pouca atenção recebia dos dirigentes do Município de Guaratinguetá, recolheu cem assinaturas de eleitores inscritos na Circunscrição Eleitoral do Distrito de Potim e com o grande apoio dos atuais Prefeito e Vice-Prefeito, juntaram a documentação necessária e encaminharam à Assembleia Legislativa do estado de São Paulo uma solicitação de Emancipação Política e Administrativa, que foi recebida e protocolada pelo então Presidente da Assembleia.
Após os trâmites legais, foi o processo emancipatório aprovado pela Assembleia Legislativa do estado e o Egrégio Tribunal Regional Eleitoral designou a data de dezenove de maio de mil novecentos e noventa e um para a realização da consulta plebiscitária.
O Plebiscito foi concretizado com o seguinte resultado:
Total de eleitores votantes - 3822
- Sim - 2467
- Não - 91
- Nulos - 27
- Não compareceram - 1216

Município de Potim - No dia trinta de dezembro de mil novecentos e noventa e um, o Governador do estado de São Paulo, Luiz Antonio Fleury Filho, sancionou a Lei n.º 7664/91, que oficializou legalmente a emancipação do antigo Distrito de Potim do Município de Guaratinguetá.
Administração Municipal - O primeiro prefeito eleito pelo povo foi Élio Andrade Nogueira.
No dia 1 de janeiro de 1997 instalou-se a segunda gestão do Executivo Municipal de Potim, comandada pelo Prefeito João Benedito Angelieri e tendo como Vice-Prefeito José Silvio Bueno Machado.

## Geografia
Localiza-se a uma latitude 22º50'34" sul e a uma longitude 45º15'05" oeste, estando a uma altitude de 535 metros. Possui uma área de 44,788 km².

### Limites
Os municípios limítrofes são Guaratinguetá a norte, Aparecida a sudeste, Roseira a sul e Pindamonhangaba a oeste.

### Hidrografia
- Rio Paraiba do Sul

### Rodovia
- SP-62

## Demografia

### Dados demográficos
Dados do Censo - 2010
População total: 19.397
- Homens: 10.974
- Mulheres: 8.423

Densidade demográfica (hab./km²): 305,04
Mortalidade infantil até 1 ano (por mil): 16,97
Expectativa de vida (anos): 70,64
Taxa de fecundidade (filhos por mulher): 2,61
Taxa de alfabetização: 91,70%
Índice de Desenvolvimento Humano (IDH-M): 0,758
- IDH-M Renda: 0,642
- IDH-M Longevidade: 0,761
- IDH-M Educação: 0,870

(Fonte: IPEADATA)

## Política e administração

### Prefeito
- Elio Andrade Nogueira (1993-1996)
- João Benedito Angelieri (1997-2004)
- Gilberto Vicente do Carmo (2005-2008)
- Benito Carlos Thomaz (2009-2014)
- Edno Félix Pinto (Nenê do Potim) (2014-2016)
- André Luiz Bertulino (Missionário André) (setembro a dezembro de 2016)
- Érica Soler (2017-2020)

### Vice-prefeito
- Benito Carlos Thomaz (1993-1996)
- JOSÉ SILVIO BUENO MACHADO (1997-2004)
- Luiz de Moura (2005-2008)
- Edno Felix Pinto (Nenê do Potim) (2009-2014)
- Marcinho Siqueira (2017-2020)

## Infraestrutura

### Comunicações
O sistema de telefones automáticos, assim como o sistema de discagem direta à distância (DDD) com o código de área (0125), foram implantados pela Telecomunicações de São Paulo (TELESP).
Na década de 90 o código DDD da cidade foi alterado para (012), para padronização do sistema telefônico com a telefonia celular que estava sendo implantada em todo o estado.

## Religião
O Cristianismo se faz presente na cidade da seguinte forma:

### Igreja Católica
- A igreja faz parte da Arquidiocese de Aparecida.[13]

### Igrejas Evangélicas
Entre as igrejas protestantes históricas, pentecostais e neopentecostais, encontram-se na cidade:
- Assembleia de Deus Ministério do Belém.[16][17]
- Congregação Cristã no Brasil.[18]